# كونور ريبلاي
كونور ريبلاي (بالإنجليزية: Connor Ripley)‏ (13 فبراير 1993 بميدلزبرة في المملكة المتحدة - ) هو لاعب كرة قدم بريطاني في مركز حراسة المرمى. شارك مع منتخب إنجلترا تحت 19 سنة لكرة القدم ومنتخب إنجلترا تحت 20 سنة لكرة القدم. أما مع النوادي، فقد لعب مع أكسفورد يونايتد وبرادفورد سيتي وبلاكبيرن روفرز ونادي أوسترسوند ونادي ماذرويل ونادي ميدلزبره.

## وصلات خارجية
- كونور ريبلاي على موقع قاعدة بيانات كرة القدم.إي يو (الإنجليزية)
- كونور ريبلاي على موقع Soccerbase.com (لاعب) (الإنجليزية)
- كونور ريبلاي على موقع Soccerway.com (الإنجليزية)
- كونور ريبلاي على موقع AS.com (الإسبانية)